# Vilayet d'Andrinople
Pour les articles homonymes, voir Andrinople (homonymie).
1867–1922
Entités précédentes :
- Pachalik d'Andrinople

Entités suivantes :
- Royaume de Bulgarie
- Royaume de Grèce
- République de Turquie

Le vilayet d'Andrinople (en turc ottoman : ولايت ادرنه, Vilâyet-i Edirne) est un vilayet de l'Empire ottoman. Créé en 1867, il disparaît en 1922. Sa capitale est Andrinople (aujourd'hui Edirne).

## Histoire

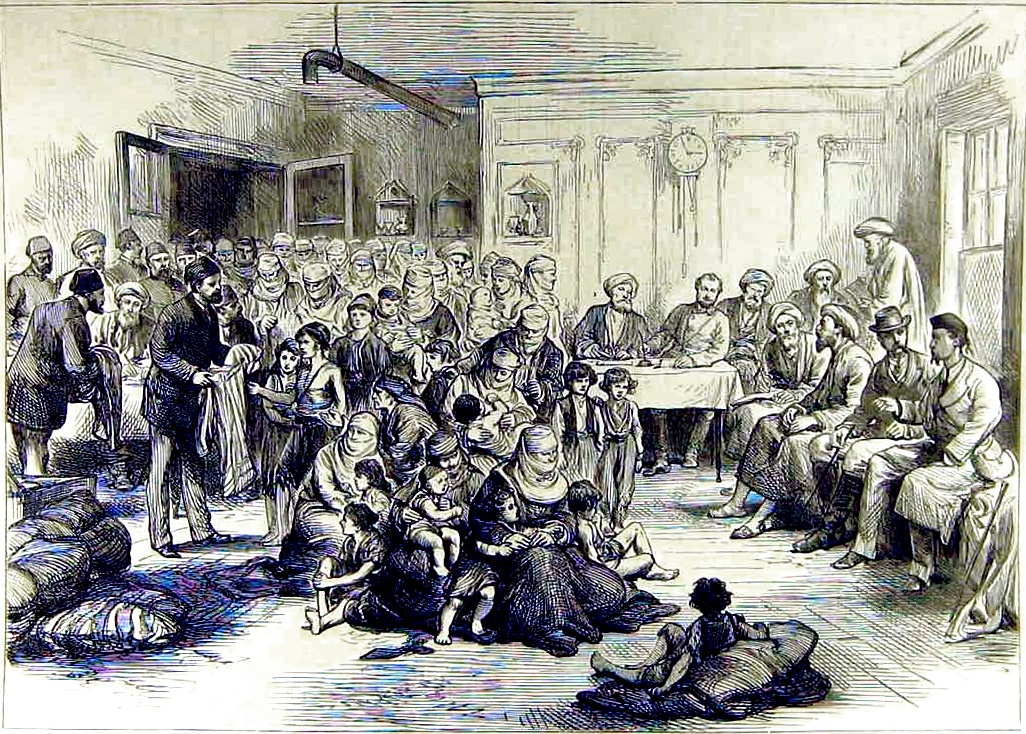
Réfugiés musulmans (« turcs ») à Choumen pendant la guerre de 1877-1878, The Illustrated London News, 17 septembre 1877

Pendant la guerre russo-turque de 1877-1878, le vilayet est envahi par l'armée russe et celle de la principauté de Roumanie. Les Russes prennent Andrinople le 20 janvier 1878. Au traité de Berlin (13 juillet 1878), l'Empire ottoman doit céder le nord du vilayet (Plovdiv et Sliven) à la principauté de Bulgarie nouvellement créée.
En juillet et août 1903, le vilayet d'Andrinople connaît un soulèvement bulgare, l'insurrection de Préobrajénie (« Transfiguration »), prolongement de l'insurrection d'Ilinden en Macédoine. Les insurgés forment une éphémère « république de Strandja » dans le massif montagneux de ce nom.
Pendant la Première (1912-1913) et la deuxième guerre balkanique (1913), le vilayet est revendiqué par la Bulgarie et la Grèce. Le siège d'Andrinople (1912-1913) est suivi par la deuxième bataille d'Andrinople (el) (juillet 1913). À l'issue des guerres balkaniques, le vilayet perd un tiers de son territoire au profit des Grecs et surtout des Bulgares.
Pendant la Première Guerre mondiale, les Ottomans repoussent une tentative d'invasion des Alliés lors de la bataille de Gallipoli en 1915. Mustafa Kemal Pacha se distingue lors de ces affrontements. 
Les traités de Neuilly et de Sèvres cèdent à la Grèce la quasi-totalité du vilayet, dont la Thrace orientale (Doğu Trakya en turc), qui sera reprise par la Turquie à l'issue de la Guerre gréco-turque de 1919-1922.

## Subdivisions
Le vilayet est divisé en sandjaks :
- le sandjak d'Andrinople ;
- le sandjak de Kirklareli ;
- le sandjak de Tekirdağ ;
- le sandjak de Gelibolu ;

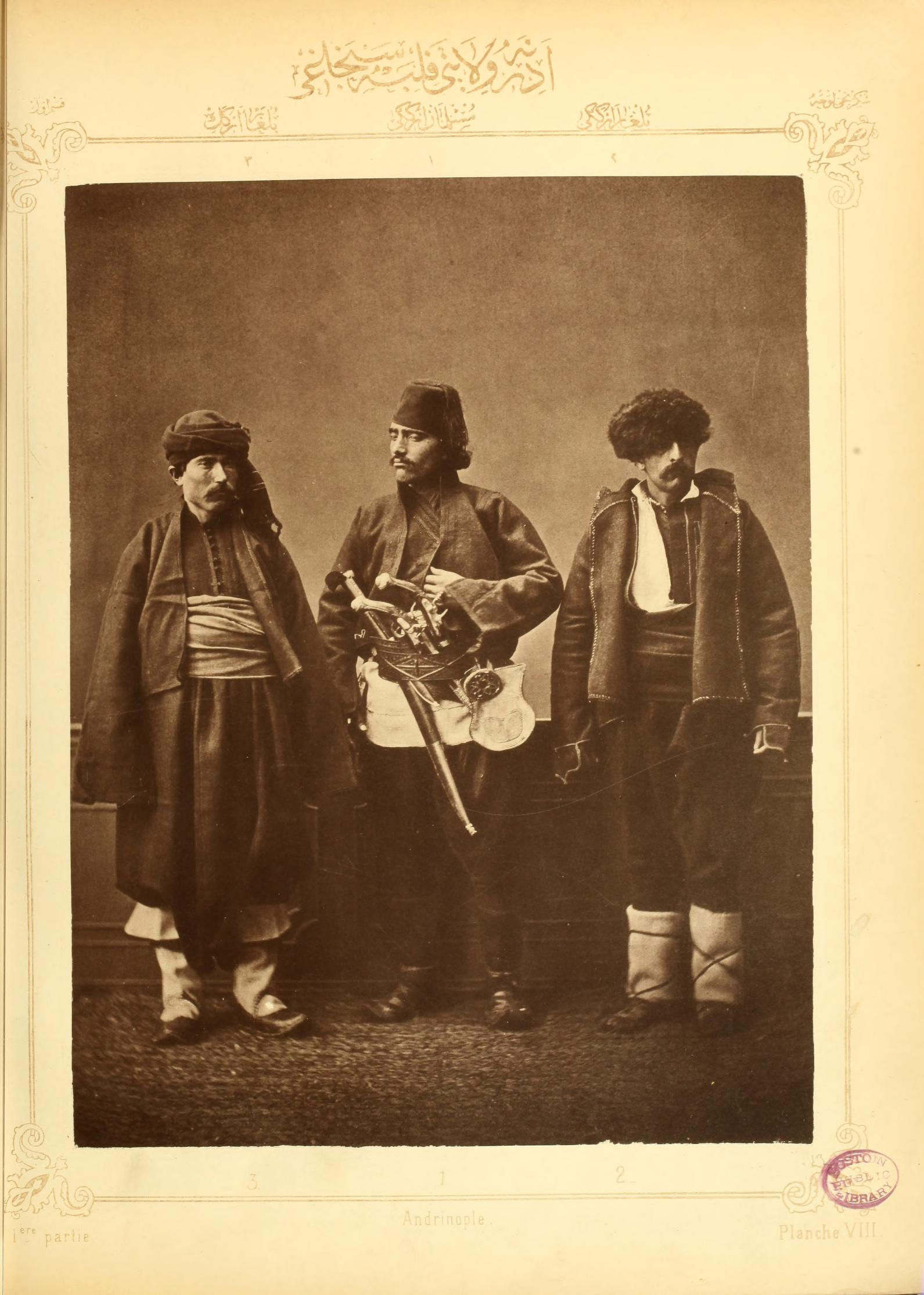
Costumes musulmans et bulgares du vilayet d'Andrinople, pavillon ottoman de l'exposition universelle de Vienne, 1873

- le sandjak de Dedeağaç (1878-1912) ;
- le sandjak de Gümülcine (1878-1912) ;
- le sandjak de Filibe (1867-1878) ;
- le sandjak de Slimia (1867-1878).